# Thrasops schmidti
Espèce
Synonymes
- Thrasops jacksonii schmidti Loveridge, 1936

Statut de conservation UICN

 EN B1ab(iii) : En danger
Thrasops schmidti  est une espèce de serpents de la famille des Colubridae.

## Répartition
Cette espèce est endémique du Kenya.

## Description
L'holotype de Thrasops schmidti mesure 1 065 mm dont 365 mm pour la queue. Cette espèce a le dos fauve et la face ventrale crème.

## Étymologie
Cette espèce est nommée en l'honneur de Karl Patterson Schmidt.

## Publication originale
- Loveridge, 1936 : New tree snakes of the genera Thrasops and Dendraspis from Kenya Colony. Proceedings of the Biological Society of Washington, vol. 49 p. 63-66 (texte intégral).